# Tro, att Jesus lever
Tro, att Jesus lever är en psalm med text skriven 1988 av Bo Setterlind och musik skriven 1988 av Roland Forsberg.

## Publicerad i
- Psalmer och Sånger 1987 som nummer 836 under rubriken "Att leva av tro - Förtröstan - trygghet".[1]